# だんじょん商店会 〜伝説の剣はじめました〜
『だんじょん商店会 〜伝説の剣はじめました〜』（だんじょんしょうてんかい でんせつのけんはじめました、英:Sarara's Little Shop）は、1998年10月29日に講談社から発売されたPlayStation用ゲームソフト。ジャンルはロールプレイングゲーム。藤浪智之がゲームデザインとシナリオ、佐々木亮がキャラクターデザインを担当し、キノトロープ、株式会社シエスタなどが開発を担当した。音楽は堀内一史【ebi】／美音里が担当。
アニメパートは、オー・エル・エムが制作し、演出・作画監督を毛利和昭が担当している。

## ストーリー
あなたは新米の魔女。パートナーである猫と共に、見知らぬ町へやってきたばかりです。ここはダンジョンと冒険でにぎわう町。冒険者相手の道具屋をはじめようと思いつき、ちいさなお店を開くところから、あなたの物語は、はじまります……。

## 概要
ダンジョンのある山の麓の「だんじょんの町」（名称変更可能）へやってきた主人公が、勇者や騎士、盗賊、魔法使いなどといったファンタジーRPGのおなじみのキャラクターたちを相手に「道具屋」を経営する。また自分自身もそのキャラクターたちとダンジョン探検をすることができる。
ファンタジーRPGの世界の道具屋を主人公にしたゲームであり、ドラゴンクエストIVの第3章（トルネコのシナリオ）のイメージに近い。本作が既存のファンタジーRPG作品の集合的なイメージから生まれたオマージュであることは、シナリオ中でも明に暗に語られている。
ゲーム中には「お得意様」キャラクターが複数登場し、商品をうまく売買したり、一緒にダンジョンで冒険すると「お得意様度（隠しパラメータ）」が上がって行く。お得意様度が上昇すると関連するさまざまなイベントが発生したり、シナリオの展開が変わったりすることがある。
主人公サララには冒険者レベルと商人レベルが設定されている。ダンジョン探索をしてモンスターを倒し経験点を貯めることにより、冒険者レベルが上がり、冒険者としての能力値が上がる。
商人レベルは「商店会本部」に会費を納入することで上がっていく。商人レベルが上がると、商店会本部、教会、盗賊ギルドから仕入れられる商品の種類が増える。
商店会本部からの仕入れ額は定価の半額となっているが、定価販売や割増販売などのがめつい商売をしていると商品がなかなか売れず、お得意様度も上がらないので、割引や半額での販売が基本となる。故に、商店会本部から仕入れた物を売っているだけではなかなかお金を稼ぐことができない（値切られて仕入れ額を割り込む事も多い）。効率良く稼ぐ為には、モンスターを倒して稼いだり、ダンジョン探索で入手したアイテムを販売する必要がある。
お得意様を探索パーティーに加えると、以前お得意様が買い上げた武器や防具を装備して登場する。すでに所持している装備より弱いものを売った場合には持ち替えないことがある（また、特定レベルに達すると持ち物が変わっていることがある）。だが、実際にはレアな装備品は売らずに所持しておき、パーティを組んだ後に貸し出したほうが得である（貸した物は町に帰ると戻ってくる）。
ダンジョンは2D表示でロマンシング サ・ガシリーズのようにモンスターのシンボルキャラクターが表示され、ぶつかるとコマンド選択式の戦闘になるタイプ。戦闘では普通に戦う以外にも交渉してアイテムの売買や交換をすることができる。ただでアイテムをくれと言われたり、逆にアイテムをくれたりする場合もある。交渉の結果次第では戦闘を避けたり、冒険の役に立つ情報を聞くことも可能。たまにモンスター側から交渉を持ちかけてくることがある。
ダンジョンのより深い階層まで探索すると、お得意様が単価の高い物を売りにくるようになり、店の運営を助ける。こうして探索と店番が相互に影響を及ぼしながら、サララの全体的なステータスが上がっていく。

## 登場するキャラクター
冒険者レベルのほかにキャラクター固有の能力（力、頭、速、体の4つ）が設定されている。この能力はレベルが上がっても変化することがない。

### 主人公
サララ（名称変更可能）
新米の魔女。箒で空を飛ぶことはできず、派手な魔法も一切使えないが、あらゆるアイテムの名称と使い方がわかる能力を持つ。一部のシナリオを除いてほとんど台詞が無い。
能力はすべて平均的だが、ゲームシステムの都合上パーティーで最もレベルが高いことが多い。また、魔法系アイテムの効果が固定されており、ゲーム後半は戦士役に回ることが多くなる。
チョコ（名称変更可能）
サララのパートナーの猫。サララとだけ会話することができ、冒険や商売のアドバイスをしてくれる。

### お得意様
「お得意様」は、冒険者の場合はメインになるキャラクターと、その他ふたりの3人でグループとなっている。ダンジョンで同行することができ、その場合主人公と合計で4人のパーティとなる。

#### 勇者グループ
バランスのとれたパーティー。ダンジョン探索でも、武器・防具・道具をバランスよく入手できる。
アスカ
自称「勇者」の女の子。一人称は「ボク」。来店確率が非常に高い。
勇者なので魔王退治の情報を得るためには目に付くあらゆる物を調べ、動物にも話しかける。
レベルアップすると立ち絵の見た目もグレードアップして行く。
店では基本的に装備品、回復系のアイテムを買っていく。「ダンジョンで手に入れた」装備品を売りに来ることも多い。行動時間は昼間で、魔王グループとは鉢合わせすることがない。
魔王グループのアイオンとシルエットが対になるようにデザインされている。
成長すると彼女も回復魔法を使えるようになるため、安定している。
ジェド
神官の青年。先祖が勇者を裏切ったという伝説を背負っている。それに伴って、勇者に対してはある使命を負っている。
魔王に対しては憎しみに近い感情を持っている。魔王グループとのお得意様度がある程度に上がると、忠告をしに来る。
「魔軍に対抗できるもの」として装備品、神聖系アイテムを買っていくことが多い。
回復担当になることが多いが、成長すれば光属性の攻撃魔法も使える。
ヤッコフ
魔法使いのお爺さん。
節々でジェドをたしなめる発言をすることがある。
回復系、魔法系のアイテムを買っていく。
炎系の攻撃魔法と一通りの味方補助魔法を習得する。

#### 騎士団グループ
物理攻撃力に特化したパーティーだが、レベルが上がると回復魔法も使えるようになる、優秀なパーティー。ダンジョン探索では武具を入手しやすい。また、3人とも来店確率が高い。
ライアット
お城の新米騎士。正義感が強く、真面目な性格。オーロラ姫に恋をしている。
装備品のほかに、「かわいい置物」を買いに来ることがある。アイテムを売りにくることも多く、本人のキャラクターからは意外なものもしばしば。徹夜勤務が多いらしく、朝方に「何か甘いもの」を買いにくることがある。
能力的には可もなく不可もないが、成長すれば回復役もそれなりにこなせるようになる。攻撃面では他2人より弱い。
ハイライン
お城の騎士団に所属する青年。女性が大好きで、守備範囲は非常に広い。さらに動物のオス、メスでも勘で見分けられる。
サファイヤを口説いているシーンがあり、そこにはある熱意が感じられる。チャチャに声をかけていることもある。
装備品のほかに、「かっこ良さに磨きのかかる」アイテムを買いに来ることがある。
力の値が高く全体攻撃技を数多く習得する。
フンボルト
お城の騎士団長のお爺さん。ライアットやハイラインの上司でもある。話が長く、若い頃の武勇伝を話し出すと止まらない。愛馬の名前はたくさんある。
店では装備品の売り買いが多い。「こう見えても信心深い」らしく、神聖なアイテムを買っていくことも多い。
老いてなお、と言うべきか体力が非常に高く力もある。

#### 女盗賊グループ
盗賊ギルドと敵対する、女性盗賊の3人組。素早さが高いが、やや打たれ弱く戦闘能力は決して高くない。夕方から朝にかけて表を歩いていることが多く、比較的3人とも来店確率が高い。お得意様度が上がると盗賊ギルドを乗っ取るイベントが発生し、闇市の販売価格が良心的になる。ダンジョン探索では非売品のレアアクセサリーや道具類を入手しやすい傾向がある。
ルビィ
世界征服を狙う女盗賊で、グループのリーダー的存在。真っ赤なボディコンとピンヒールのブーツを身に付ける、お洒落で派手好きな性格。一見、明るく楽天的だが、鋭い洞察力と思索力、大きな情報網の持ち主であり、凄腕の盗賊。その情報網故に初対面の前から主人公のことを知っており、当初から彼女に対して好意的。実は暗い過去を持っているらしい。レアアイテムや小物類を買っていくことが多い。
敵のアイテムを盗む特技を習得し、素早さが高いがそれ以外のステータスはやや低い。
サファイア
盗賊にして暗殺者。無口でクールな性格だが、ルビィには絶対的な信頼を置いて「ボス」と慕っており、冷静な判断と知略、魔法力で彼女を助ける。掘り出し物や魔法のアイテムの売買が多いが、ルビィに頼まれて買い出しやってくることも。
冷属性攻撃と回復魔法を習得するが、非常に打たれ弱い。
ガーネット
筋肉質で男勝りな女盗賊。典型的な戦士系能力で、一人称は「あたい」。サファイアと同じくルビィに従っている。豪快で細かいことはあまり気にしない性格であり、武具を買っていくことが多い。
体力はルビィよりややマシな程度である。覚える特技はほぼ攻撃系。

#### 魔法使いグループ
唯一、メンバーが2人のグループ。魔法に特化したグループだが物理攻撃力は低いので、サララのサポートが不可欠。ダンジョン探索では軽装備品や防護服（ローブなど）、魔法系アイテムを入手しやすい。
ウィル
修行中の魔法使い。師匠はラオ。魔法の研究に夢中で他の事は眼中に無く、非道な研究にもさして罪悪感を抱かないことがある（ラオはそれゆえに彼を半人前扱いしている節がある）。魔法系アイテムや魔法の研究に役立つ道具を求めて来店してくる他、師匠から金の工面を頼まれてアイテムを売りにくることがある。
雷系の攻撃魔法を使いこなし、それなりに力もあるがやはり魔法系武器との相性が良い。一方打たれ強さはワーストクラス。
チェルシー
見習いシスター。大人しめの性格。あがり症で不器用なので自己嫌悪に陥りがち。幼馴染みのウィルの事が好きだが、彼のニブさにやきもきしている。ぬいぐるみなどのファンシー系のアイテムや、「うまくいえない不安がある」と神聖なアイテムを買っていくことが多い。
全体回復と状態異常回復魔法を同時に習得する。ウィルに比べればまだ体力があるが、それでも頭以外のステータスは低めである。

#### 研究家グループ
レアアイテムの入手率は高いが、戦闘は苦手。戦力というよりは、サララが彼らを護衛するというくらいの意識を持っていたほうがいいかもしれない。彼らもそれを自覚しているようで、「戦闘が有利になるアイテム（キリール）」「ダンジョンに持っていく道具（スカピン）」「我々の弱点を補えるような道具（マルローニ）」とそれぞれ冒険用のアイテムを求めて来店してくる。3人とも来店確率が高い。「媚薬」のシナリオでの行動によって、エンディングが大きく分岐する。
キリール
ダンジョンを学問的に研究している女性。いつも眼鏡と白衣を着用している。論理的で知的な美人だが、研究以外のことには疎く、鈍感で、自分に想いを寄せている男性がいることにも全く気が付いていない。また、家事も苦手らしく、研究所での食事はスカピンに作ってもらっている。
上述のように冒険のためのアイテムの他、研究に役立つアイテム（本や古文書など）を買っていくことが多い。エンディングでは「媚薬」のシナリオでサララが助けたほうのキャラと結婚する。
頭の値が高く、雷系の攻撃魔法と回復魔法を使いこなすが、直接攻撃は不得手。
スカピン
キリールの助手で、彼女に秘かな想いを寄せている。貧乏で、ぼろぼろのアパートに住んでいる。気弱で優柔不断、どこか冴えず頼りない雰囲気の若者だが、善良で気の優しい性格であり、キリールの助手を勤めるだけあってその知識はなかなかのもの。
ファンシー系アイテムをショーウィンドウに飾っておくと買いたいと言って来ることが非常に多い。また、「かっこいいアイテム」「珍しいアイテム」を求めて来店してくることもある。
頭と体がそこそこ高く、特技は戦闘・探索補助のものが多い。
マルローニ
街で有数の資産家であり、キリールのスポンサー。キリールが好きで、スカピンとは恋のライバルであり、助手として常にキリールの傍にいることのできる彼に嫉妬しているような面も。古文書や鍵などの研究価値のある物を高価で買い取ってくれるが、彼自身はダンジョンやその研究に対してほぼ素人であり、単に有り余る金をキリールのために使っているだけである。故に、スカピンからは「学問のことなんか何も分かっていないくせに」と、あまり快く思われていない。
物腰の穏やかな紳士。キリールへのプレゼントや、彼女の部屋を飾るためのアイテム（花や置物など）を買いにやってくることが多い。
グループの中では力と体に秀でている。

#### 伯爵グループ
全員魔族であるため、毒を受けるとHPが回復するのが特徴。比較的バランスはいいが、誰も回復系魔法を覚えず、サララの回復方法をアイテムに頼らなくてはならないのが欠点（毒の魔法は覚えるためメンバーの体力はそれで回復することができる）。ダンジョン探索では、暗黒系武具や怪しげな道具を入手しやすい。サララの店に来店するのはブラムとキュティのみ。2人とも行動時間は夕暮れから夜中のため、デスモンテと同時に現れることはない。
ブラム伯爵
主人公のサララに一目惚れした吸血鬼の伯爵。会うたびに愛の言葉を囁く詩人。来店確率は高い。暗黒系アイテムや「自分にふさわしい高貴なアイテム」を買いにやってくる。
頭がやや高めなところ以外は可もなく不可もない能力値。吸血鬼らしく吸収系の特技を習得する。
キュティ
ブラム伯爵家のメイド。いつも仮面をつけている。「〜きゅ」を語尾に付けるのが特徴。実は伯爵の事が好きだが、サララに対しても好意的に接する少女でプレイヤー人気も高い。物語中ではその健気さと一途さは報われないが、ついにそれが実を結んでハッピーエンドになるエンディングも存在する。瞳の色は緑で白目の部分が黒い（エンディングのCGで確認可能）。
主にブラム伯爵の使いとして屋敷の用事のために来店する（「広間に飾る装飾品を探しに来た」「お屋敷の倉庫に眠っていたアイテムを売りに来た」など）が、私事でやってくることも。また、日用品をウィンドウに飾っておくと買いにやってくることがある。
ステータス異常攻撃のエキスパートで、唯一即死技を習得するキャラ。打たれ弱い点以外は基礎能力も秀でている。
ゴモル
ブラム伯爵家の執事。背が低く、猫背。「ヒッヒッヒッ」が口癖。
力と体が高く頭と速が極端に低い。ステータス異常つきの攻撃技を多く持つ。

#### 獣人グループ
比較的素早さが高い。探索ではアイテム改造に必要な鉱物を入手しやすい。来店するのはチャチャのみで、しかもその彼女も来店確率がやや低めであるため、お得意様度が上がりにくいのが難点。
彼らのグループは血の味を忘れるために調理した肉を食べることを習慣としている。
チャチャ
いつもお腹を空かせている猫娘。人間になりたいという夢を持っている。語尾に「〜ニャー」を付ける。能天気で明るい性格。
獣人の森に行くと「獣人占い」をしてくれる。
獣人グループの中では唯一チャチャが買い物に来る。食べ物（とくにかつおぶし系）、日用品（「森で借り物競争をやっている」ためらしい）、ファンシーアイテム、軽装備など、買っていく品はバラエティに富む。
なぜか女性用装備のミニスカートを装備できない。速さと体力に秀でるが力と頭で劣る。
ガル
狼男。やや口が悪い。
速さに秀でているが、獣人グループの中では打たれ弱い方。「盗む」を習得する貴重なキャラ。
グレイホーン
ミノタウロス。獣人グループのリーダー。哲学的でいつも獣人の存在についての思索を巡らしている。
見た目どおり力と体力が高くHPが伸びやすい。回復魔法を習得するが、他グループの回復役に比べ頭が低く回復量で劣る。

#### V（ヴァンパイア）ハントグループ
メンバー3人のうち2人が回復魔法を使え、物理攻撃力・魔法能力もやや高めであるため、意外にも優秀なパーティー。来店するのはデスモンテ神父のみ。探索の際は神聖系アイテムを見つけやすい傾向がある。
デスモンテ神父
吸血鬼を退治するために街にやってきた神父。どんな事件も吸血鬼に結び付けようとする。ぶっとんだ言動も多いが根は善人。
来店確率は普通からやや低め。神聖なアイテムを買いに来ることが多い。資金が尽きてアイテムを売りに来ることも多い。
行動時間は朝から夕方のため、伯爵グループと鉢合わせすることが絶対にない。
ミカリン、ガブリン
天使のような生物。名前の元ネタはミカエルとガブリエル。
ダンジョンの中でデスモンテ神父に同行している。ミカリンは魔法に、ガブリンは物理攻撃に特化している。単独で行動しないので、店での買い物もない。

#### 魔王グループ
全員が魔族なので、毒を受けるとHPが回復する。パーティーとしての能力はかなり高め。探索の際には暗黒系や魔法系アイテムが見つかりやすい。夜間に広場に行くと、ランダムで出会うことができる。サララの店にやってくるのはアイオンとディスのみ。
全員がダンジョン脱出魔法「デルーン」を習得できる。
アイオン
魔王を目指す魔族の少年。各能力値やプレイヤー人気がかなり高い。アスカと同じく、レベルアップで見た目がグレードアップする。クールな性格だが、自分に恐れを抱かないサララのことを気に入り、店に来店するようになる。来店確率は高い。
背中に黒い翼を持つが、片方は自ら引きちぎったため片翼である。（本人曰く「よけいなモノを捨てただけ」）
装備品と、魔法系、暗黒系のアイテムを売り買いしにくることが多い。行動時間は夕暮れから夜間で、勇者グループと鉢合わせすることがない。
勇者グループのアスカとシルエットが対になるようにデザインされている。闇系の攻撃魔法と全体回復魔法を習得し、オールラウンドに戦える。
ディス
魔王候補生の1人で寡黙な剣士。来店確率は普通からやや高め。
寡黙なので商談が成立しているのかわかりにくい。たまに「何かくれ」という漠然とした注文（暗黒系アイテムを渡すと「もらおう…」と言ってくる）をする。武具を売り買いすることが多い。
見た目どおり力に優れる。
ラヴァ
魔王候補生の1人。人間でありながらアイオンに気に入られているサララをよく思っておらず、シナリオによってはあからさまに彼女に嫉妬しているような場面も見受けられる。そのため、サララの店で買い物することはない。
HP・MP吸収系の魔法と戦闘補助魔法を使いこなすが、魔王グループの中ではHPが低い。

#### ドラゴングループ
ドラゴンと共生する少数種族・ドラゴンライダー族の3人で構成されたパーティー。伯爵グループ、魔王グループと同じように、毒を受けるとHPが回復する。能力は高めで、ダンジョン探索の際は武具全般（ノーマル、暗黒系、魔法系）、毒のアイテムなどを入手しやすい。来店するのはナユタ・ハルカのみ。ナユタ・ハルカと知り合い、ドラゴンの卵を持った状態で店の裏庭に行くとパーティを組めるようになる。
クオン
サララがダンジョンで見つけた卵から生まれたばかりのドラゴン。名前の由来は泣き声から。まだ生まれたばかりの子供ではあるが、戦闘能力は高い。
クオンは買い物には来ない。
ナユタ
ドラゴンライダー族の少女。無口でクール、淡白な性格。冒険者としてだけではなく、ダンジョンの特定の階まで一気に移動できるドラゴン特急も運営している。
一応来店はするが、その確率は低い。装備品のほか、魔法系アイテムや毒のあるアイテムを買いに来る。
ハルカ
ナユタの弟。純粋でかわいらしい性格。話し方が片言である。彼もドラゴン特急の運営に携わっており、ダンジョン15階から街に送り届けてくれる。
食べ物、衣服などを中心に買っていく。来店確率は中程度。

### お得意様以外のキャラクター
※特に記述のない人物は買い物に来ない。
マナ
夕方の広場で唄をうたう吟遊詩人の少女。ほんわかした性格だが、神秘的でどこかとらえどころのない面も。サララの事を良く知っている様子。
ガメッツ
商店会の会長。ノーム族。名前とは裏腹に販売物の価格は良心的で、あくどい盗賊ギルドを敵視している。サララのことを可愛がっており、店の内装変更の工事を無料で請け負ってくれたり、商売の秘訣や重要な情報を教えてくれることもある。
グスタフ
冒険者の酒場の経営者で、元冒険者。隻眼で、眼帯を付けている。サララと仲間たちの仲の良さ（お得意様度）を教えてくれる。朝から昼に活動しているが、あまり店に来ない。
赤熊
ドワーフ族の鍛冶屋。「硫黄」イベントで出会ったあと、彼に頼むとアイテムを合成してくれる。気難しい性格だが腕は一流。夜から朝方にかけて、仕事の参考になる武具を求めて来店することもある。
弱虫サラマンダー
あるイベントでサララと出会ったサラマンダー。体から熱を発しているが、程よく暖かいせいで鳥が頭に巣を作ってしまっている。
気弱で臆病な性格でモンスターとしての自信を失っていたが、サララとの出会いで自分の存在意義を見出し、後に鍛冶屋の裏で湧いた温泉の番をすることになる。
ノベライズ版では「温泉サラマンダー」と改名している。
ゲヒンゴ
街の暗部に巣食う「盗賊ギルド」のリーダーで、欲深くかなりの悪党。ルビィ達女盗賊グループと対立している。ルビィと親交のあるサララにもあまり好意的ではなく、盗賊ギルドを乗っ取られてからはサララのことを逆恨みするようになる。
リンダ
ゲヒンゴの愛人。ゲヒンゴの外見は好きではないようだ。
チープ
ゲヒンゴの部下。痩せのノッポ。根っからの悪人という訳ではなく、闇市に行こうとするサララに忠告を与えたり、ゲビンゴの罠に陥りかけるサララを助けることも。
スネイク
ゲヒンゴの部下。背が低く太り気味。本人曰く「天下の大盗賊ゲヒンゴ親分の一番弟子」。
アスナ
アスカの妹。アスカとは違って冒険者ではなく、一般人。姉思いで、姉が喜ぶアイテムを求めて来店してくる。
テレサ
教会の聖母であり、チェルシーの師匠的存在のシスター。ラオとは知り合いだったらしい。
ラオ
ウィルの師匠であり高名な魔法使いで、街の南の小さな塔で気ままに暮らしている。猫になったサララをすぐに彼女と看破したり、非道な研究には一切手を付けなかったりとその実力は確か。しかし、いつも飲んだくれている普段の素行からその偉大さに気付かれないことが多い。
王様
だんじょんの街のお城の王様。あまり権力は無い。
大臣
お城の大臣。王家や城の権威を保つことばかり考えている。
オーロラ姫
お城の姫。ステレオタイプな「お姫様」。「ほうき」のシナリオをプレイするまでは会うことが出来ない。
侍女1、侍女2
オーロラ姫の侍女。双子で、違いは目の色。噂話が大好き。
乳母
門番
お城の門番。水晶玉のシナリオに出てくるダンジョン1階にいる兵士とは兄弟。
アダー、ビジョルド、チャカ、ダイアナ
酒場の客。
フゥル
魔王候補生の1人である魔族。体が小さく、宙に浮いている。語尾は「～だわさ」。アイオンと知り合うと店に来るようになる。
エンペル
魔族の参謀。卑怯な戦法ばかりを思いつき、実行するが、いつも失敗に終わる。決して好感を持たれるようなキャラではないが、どこか憎めない。アイオンと知り合うと店に来るようになる。
アソウギ
だんじょん山山頂（10階）にいるドラゴンライダー族の男。彼に会うと街の駅でもドラゴン特急を使えるようになる。
「ほうき」シナリオでは、「人間がダンジョン探索をするせいで山頂の自然が壊れた」と本音を漏らす。
ゴウガシャ
ダンジョンの20階にいる、ドラゴンライダー族の長老。うつむいているためにその表情をうかがうことはできない。
「そろそろ潮時」と呟いている。ドラゴングループと仲が良い場合、ドラゴンライダー族が毒を食うとされる理由を教えてくれる。
あやしい男
誰も見向きもしないような物を買っていく、他人と違ったセンスを持った客。
おじさん
非常に来店確率が高い。「家族を守る為」と、武具を買っていく。比較的常識的な性格であり、「少女」宅の向かいに住んでいる。
おばさん
人が良いが、ミーハーな面も。
若者
無駄に態度がデカく、サララをカモ呼ばわりする。おじさんと並び来店確率が極めて高く、夜中に来店することも。
少年
ホームレスのような服装の少年。武器が好き。
少女
父親が採掘したものを売りに来ることがある。かわいいものや食べ物を買いにくる。一見純粋な少女だが、所帯じみてどこか腹黒い面も。

### 他作品との関連
作者の佐々木亮、藤浪智之が関係する他作品のキャラクターに似たキャラクターや名前が同じキャラクターが登場する。
カールス・グスタフ
藤浪智之のTRPGのプレイヤー・キャラクターで、片目の戦士。五竜亭シリーズにも登場する。
赤熊
藤浪智之のTRPGのプレイヤー・キャラクターで、ドワーフ。1985年のTRPGリプレイ『七つの祭壇』が初出である。
フンバルト
五竜亭シリーズに登場する騎士。名前はフンボルトと一字違いで、キャラクターも似ている。
メイ
『ダークローダーズ』に登場する勇者少女。キャラクターデザインがアスカと同じだが、こちらはとんでもなく弱い。
アーケン
『ダークローダーズ』に登場する魔王候補生。アイオンと似ている。
酒場の冒険者
五竜亭シリーズには「野次馬A、B、C、D」と名づけられたキャラクターが登場する。本作で酒場にいる脇役の冒険者は「アダー」「ビジョルド」「チャカ」「ダイアナ」と、それぞれ頭文字がA、B、C、Dである。

## シナリオ
就寝前にランダムで魔女の占いカードを引くことが出来る（シナリオを進めたくなければキャンセルする事もできる）。
カードを引くことで、カードの絵柄に対応した特定のシナリオが発生する。鍛冶屋等、シナリオを進めないと入れない施設もある。展開が分岐したり、クリア方法が複数あるシナリオもある。特定のパーティのお得意様度が高いと展開が変化するシナリオもあるので、カードを引かずに、お得意様度上げに専念する手もある。
水晶玉
だんじょんの街で店を開いたばかりのサララは、不思議な少女マナから「きれいな石」を注文される。サララはきれいな石を求めてダンジョン探索に向かう。
新規でゲーム開始時に自動的に発生するシナリオ。
硫黄
観光用の人造ダンジョンの製作に協力することになったサララ。サララは必要な資材を集めるためにダンジョンに探索に向かう。
媚薬
ダンジョン研究所に勤めるスカピンが魔女のお店を訪れ、媚薬を調合してほしいと依頼する。サララは媚薬の材料を集めるためにダンジョン探索に向かう。
ひきがえる
サララのもとへ、カエルに姿を変えられてしまった王子がやってくる。王子を元の姿に戻すためには愛する人のキスが必要らしい。サララはキスをしてくれる女性を探して町中を駆け回る。
クモの巣
グループの好感度で内容が3通りに変化。
ブラム伯爵が極秘に準備していた結婚式に呼ばれて結婚させられそうになる「伯爵グループ編」、盗賊ギルドを奪われたゲビンゴたちがサララに復讐しようとする（ルビィたちはサララの助力により力を蓄え、ゲビンゴを撃破したため）「女盗賊グループ編」、アイオンと仲がいいサララに嫉妬した魔族がサララを罠にはめようとする「魔王グループ編」がある。
大鍋
猫娘チャチャが大きな鍋を発注する。サララは大きな鍋を求めてダンジョン探索に向かう。
ほうき
お城の姫が飼っていた黄金の小鳥が逃げ出し多額の懸賞金が掛けられた。サララは小鳥を求めてダンジョン探索に向かう。
猫
ある朝サララが目覚めると、猫の姿になっていた。
猫の姿ではアイテムを持ち替える事が出来ないので、カードを引く前に「黄金のカツブシ」をあらかじめ持っておかないと、猫集会でレアアイテムを入手できない。
最後のカード
お城から魔王討伐の命令が下された。お得意様たちがサララの店を訪れ魔王討伐に加わってほしいと求められる。サララは魔王を討つべくお得意様と組んでダンジョンの最深部を目指す。
名前の通り、最後に発生するシナリオ。

## 魔女の占いカード
ゲーム中に登場する「魔女の占いカード」は、初回特典として製品化された。製品版には13枚のカードがあるが、全てがゲーム中でシナリオになっているわけではない。

## 関連作品
- 『だんじょん商店会 〜魔女のお店はじめました〜』 藤浪智之・著、佐々木亮・絵 エンターブレイン〈ファミ通文庫〉、2000年。ISBN 4-7577-0003-2
  - 『だんじょん商店会』の文庫ノベライズ版。「マルチノベル」（ゲームブック）である。本編でシナリオになっていない「魔女の占いカード」のうちの2枚「とんがり帽子」「しゃれこうべ」がこちらでシナリオ化されている。

- 『マンションズ&ドラゴンズ』、『ダークローダーズ 魔王のおしごと』 藤浪智之・原作、佐々木亮・作画 ワニブックス（GUM COMICS）
  - 『だんじょん商店会』と同じ世界「コトノハ」を舞台とする漫画作品。アスカやアイオンに似たキャラが登場する。